# محاري

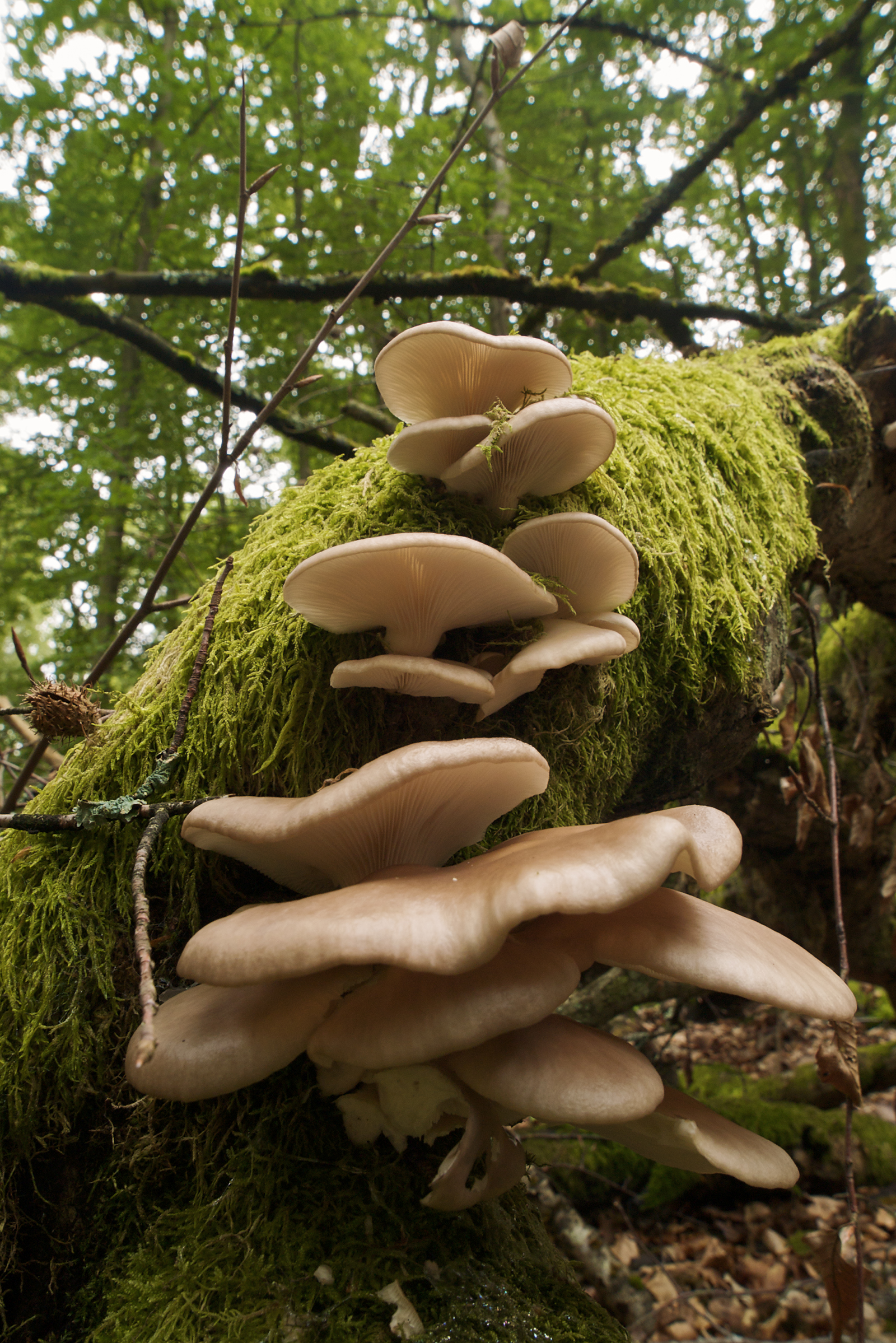
نوع ال(P. pulmonarius) في السويد

محاري (الاسم العلمي: Pleurotus)  هو جنس من الفطريات ذات الخياشيم يتبع فصيلة المحارية من رتبة الغاريقونيات.		
وهذا الجنس يضم نوع الفطر المحاري المأكول على نطاق واسع. يمكن أن إطلاق على الأنواع التي تنتمي إلى هذا الجنس أسماء مثل المحار، أذن البحر، الأبالوني أو فطر الشجرة، وهي أكثر الفطريات الصالحة للأكل التي تزرع عادة في العالم. وقد استخدمت فطريات المحاري في المعالجة الفطرية mycoremediation للتخلص من الملوثات مثل النفط والهيدروكربونات العطرية متعددة الحلقات.

## أصل الاسم
الاسم اللاتيني Pleurotus يعني «الأذن الجانبية»، من πλευρή اليونانية (pleurē) وتعني «جانب» زائد ὠτός (ōtos) والتي تعني «الأذن». وتسمية المحار أو المحاري من الاسم الشائع بالإنكليزية oyster والمأخوذ من شكل هذا الفطر الشبيه بالمحار وأذن البحر (الأبالوني أو الصفيليح).